# Dalton-in-Furness
Koordinaten: 54° 9′ N, 3° 11′ W
Dalton-in-Furness ist eine Stadt in der englischen Grafschaft Cumbria, Vereinigtes Königreich in der Nähe der Stadt Barrow-in-Furness, mit welcher es in neuerer Zeit immer mehr zusammengewachsen ist. Die Einwohnerzahl beträgt etwa 11.000.
In früheren Zeiten war es die Hauptstadt der historischen Region Furness. Der Ort besitzt Anschluss an die Furness Line. Dalton war Heimat des Malers George Romney und Geburtsort des Malers Richard T. Slone.

## Persönlichkeiten
- George Romney (1734–1802), Maler
- Peter Romney (1743–1777), Maler